# Alte PH (Schwäbisch Gmünd)

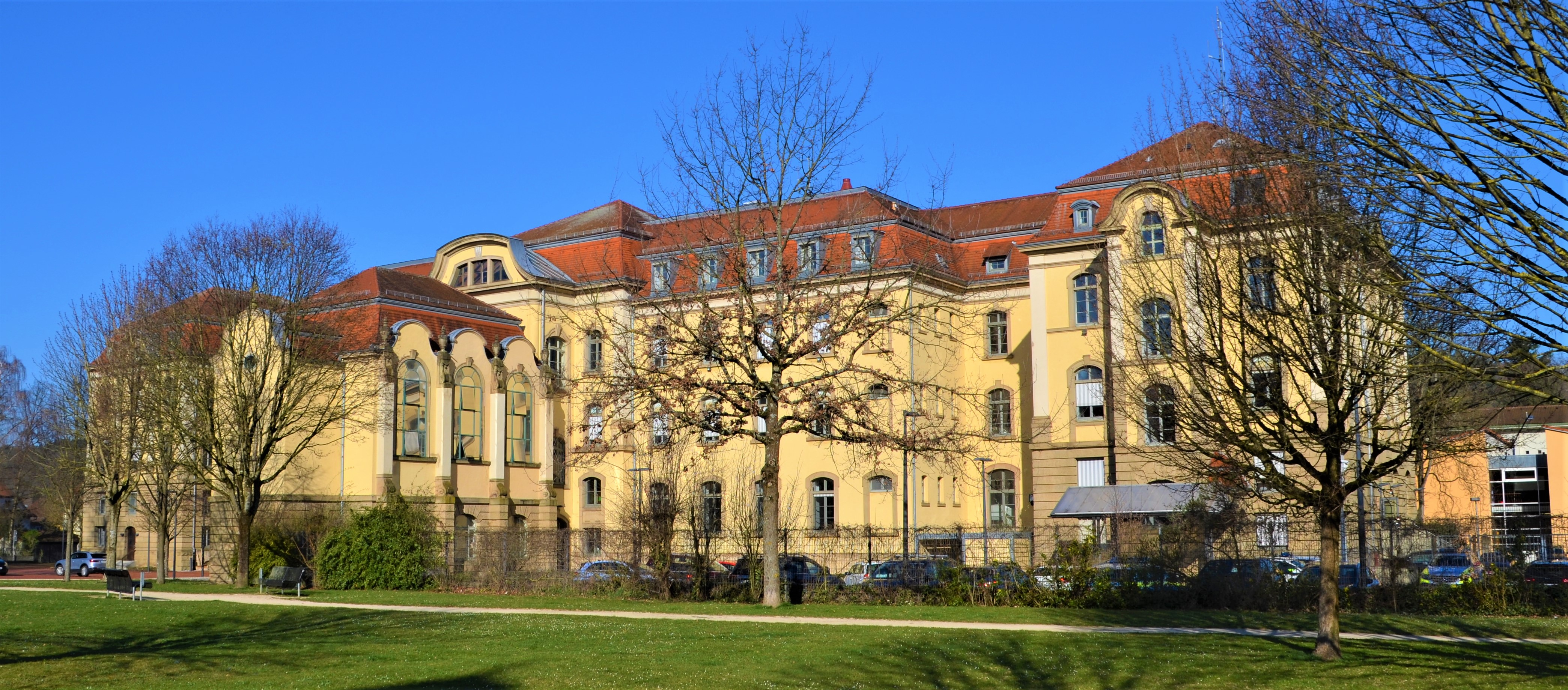
Alte PH von Südost

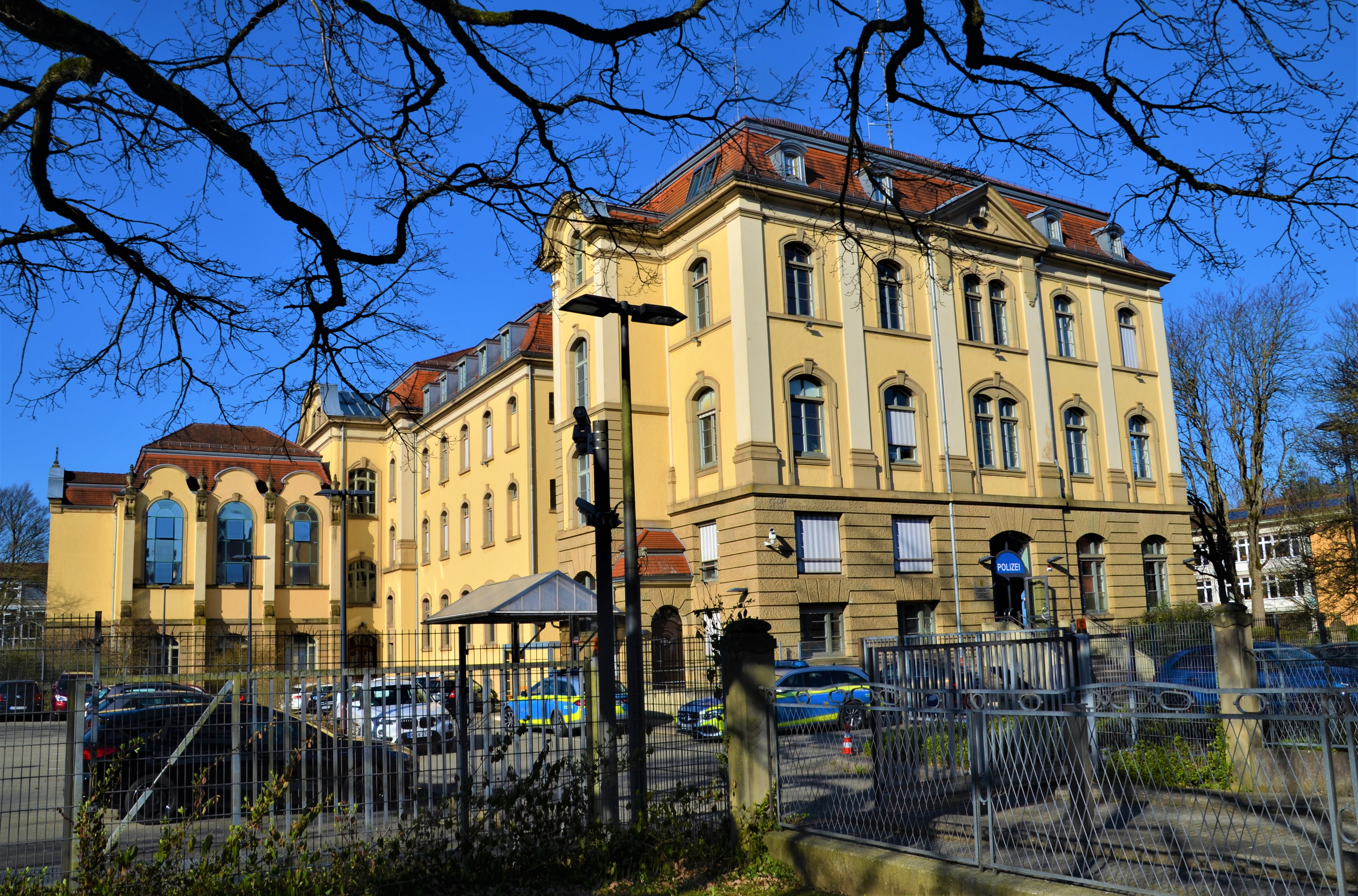
Polizeiflügel (Ostflügel)

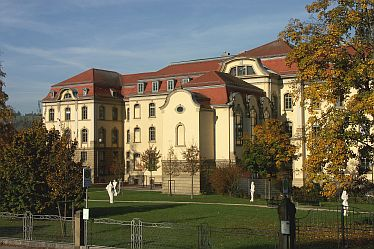
Alte PH von Südwest

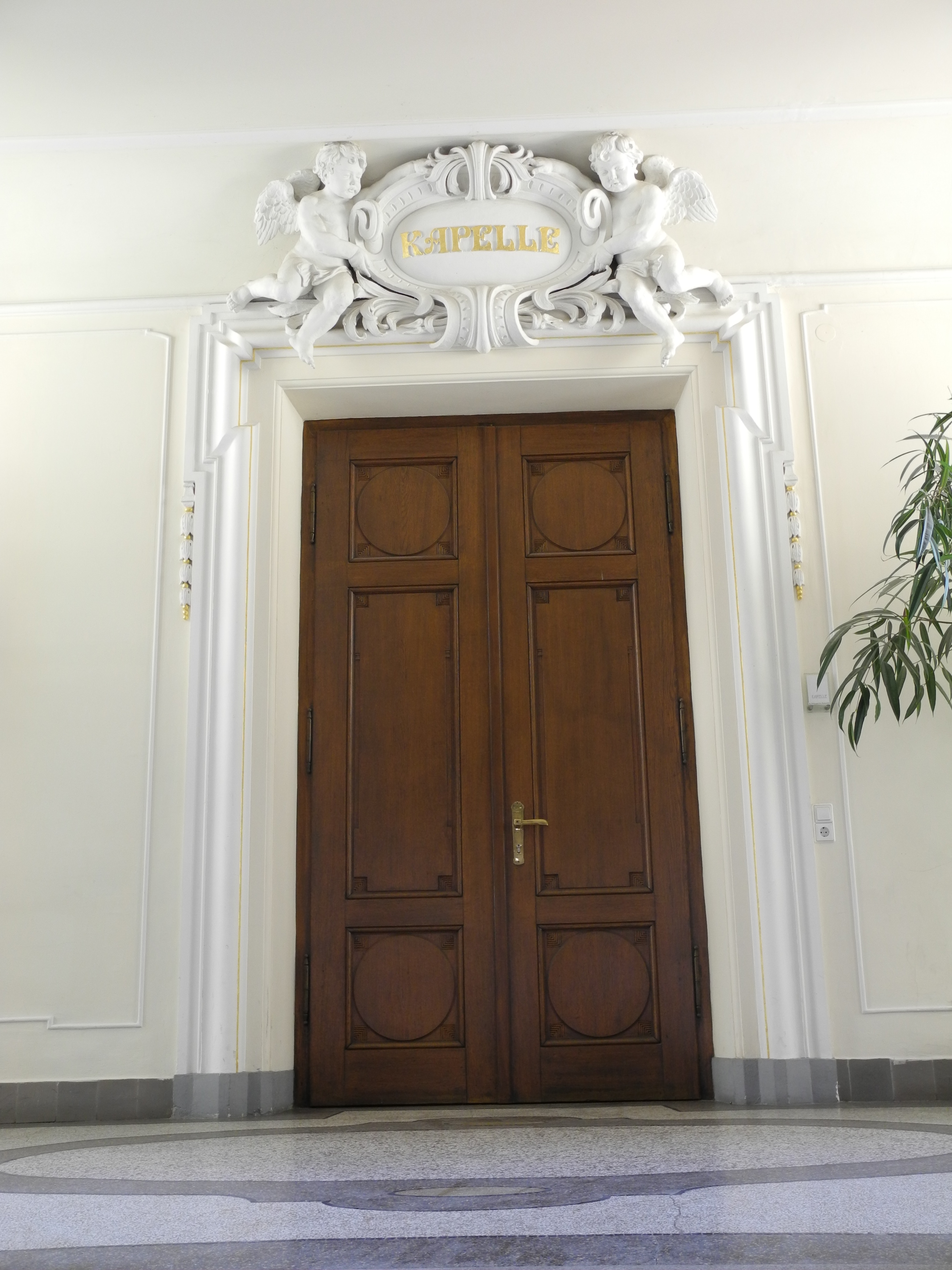
Zugang zur Kapelle

Die Alte PH in Schwäbisch Gmünd ist ein repräsentativer Bau der Neorenaissance mit Stilelementen des Jugendstils und des Barocks, der von 1902 bis 1905 errichtet wurde. Das Gebäude mit der heutigen Anschrift Lessingstraße 7 gilt als wichtiges Zeugnis des Schulseminarbaus in Württemberg.

## Geschichte
Nachdem das Gmünder Lehrerseminar an seinem Standort im Franziskaner um die Jahrhundertwende vom 19. zum 20. Jahrhundert zu klein wurde, kam es zu Umzugs- und Neubauplänen. Von 1902 bis 1905 wurde der als schlossähnlich bezeichnete Bau westlich der Altstadt errichtet. Am 5. Oktober 1905 konnte er seiner Bestimmung übergeben werden.
In der Zeit des Nationalsozialismus wurde das Seminar 1934 nach Rottweil verlegt und das Gebäude zum Landeswaisenhaus umgenutzt. Die bisherigen Waisenhäuser unter anderem in Ellwangen und Ochsenhausen wurden in Schwäbisch Gmünd zusammengefasst.
Nach dem Zweiten Weltkrieg kam es zur Wiedererrichtung des Lehrerseminars als Pädagogisches Institut Schwäbisch Gmünd und ab 1962 als Pädagogische Hochschule Schwäbisch Gmünd (PH). Die wachsende Hochschule zog 1972 an ihren neuen Campus, am ursprünglichen Standort verblieben lediglich wenige Bereiche.
Heute beherbergt die Alte PH die Musikabteilung der Hochschule, die Staatlichen Seminare für Didaktik und Lehrerbildung für die Realschulen sowie für die Grund- und Hauptschulen sowie im Ostflügel ein Polizeirevier sowie eine Kriminalaußenstelle, die zum Jahr 2014 in einen Kriminaldauerdienst für die Landkreise Schwäbisch Hall, Rems-Murr-Kreis und den Ostalbkreis umgewandelt wurde.

## Gestaltung
Der dreigeschossige Bau hat die Grundrissform eines E, wobei der mittlere Balken als Kapellenbau weiter vorgezogen ist. Der Mittelrisalit war von einem Dachreiter mit Glocken bekrönt, der mittlerweile abgebrochen wurde. Im zweiten Obergeschoss des Mittelrisalits befindet sich eine mit Stuck verzierte Aula, die über eine Orgel verfügt.